# Sayumi Michishige

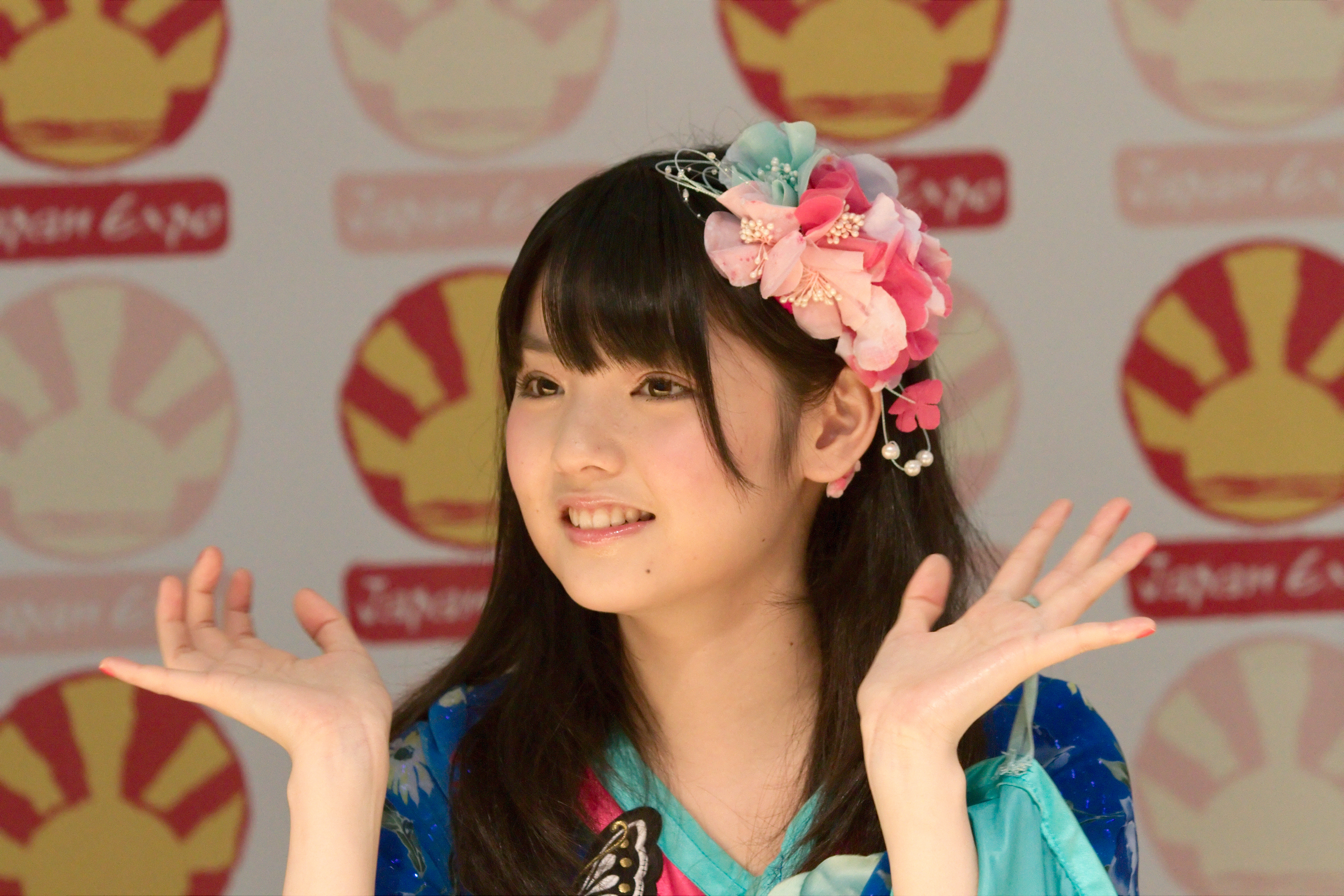
Sayumi Michishige 2010

Sayumi Michishige, född 13 juli 1989 i Ube, Yamaguchi prefektur, Japan, är en japansk sångerska och skådespelerska. Hon var medlem i J-popgruppen Morning Musume mellan åren 2003-2014.

## Karriär
Sayumi blev medlem i Morning Musume 19 januari 2003 tillsammans med Miki Fujimoto, Eri Kamei och Reina Tanaka, som en del av dem sjätte generationen. Bara några veckor efter att Sayumi blivit uttagen delades Morning Musume in i två grupper. Sayumi sattes i Otome Gumi som släppte två singlar, Ai no Sono ~Touch My Heart!~ och Yūjō ~Kokoro no Busu ni wa Naranee!~, under ett år. 
Den 30 juli 2003 släpptes Morning Musumes 19:e singel Shabondama, vilket var sjätte generationens debutsingel. I slutet av 2003 började Sayumi dyka upp som en ordinarie i showen Revelations of M tillsammans med ex-Morning Musume-medlemmen Yuko Nakazawa. 
2004 bildades den tillfälliga gruppen EcoMoni som bestod av Sayumi och Rika Ishikawa från den fjärde generationen. Deras mål var att öka kunskapen om miljön under festivalen "Atchii Chikyū wo Samasunda" ("Cool Down the Hot Earth"), och de blev så populära att de tilldelades roller som dubbare i den fjärde Hamtaro-filmen. Med sig hade de Hello! Project-solisten Aya Matsuura som de släppte filmens ledmotiv Genius! Let's Go Ayayamu tillsammans med. De fortsatte också att dyka upp i olika festivaler och släppte en fotobok titlad "Angels" ihop. 
Sayumi var under en stor del av 2005 ett nyhetsankare för Hello! Projects egen show Hello! Morning. Under året tilldelades hon också uppgiften att agera mentor åt den nya, och enda, medlemmen ur sjunde generationen, Kusumi Koharu. De bildade en grupp kallad Rainbow Pink 2006 och var ett återkommande inslag under Morning Musumes konserter. De gav sig själva smeknamnen "Shige-pink" och "Koha-pink" och figurerade på Morning Musumes sjunde album Rainbow 7 med låten Rainbow Pink. De följde sedan upp med Wa~Merry Pin Xmas! på mini-albumet 7.5 Fuyu Fuyu Morning Musume Mini! och slutligen med Takara no Hako på skivan Sexy 8 Beat.
I oktober 2006 fick Sayumi också ett eget radioprogram titlat "Hypernight - Michishige Sayumi Konya mo Usa-chan Peace". I de då 30 minuter (sedan 2008 är programmen utökade till 60 minuter) långa avsnitten svarar Sayumi på brev från fans, deltar i olika utmaningar, berättar om episoder ur sitt liv och ger allmänna råd till sina lyssnare.
Sayumi har också spelat i internetdramat Bow 30 degrees, skapat för att marknadsföra familjerestaurang-kedjan Gusto. Sayumi spelar Ruruka Chii, en ny servitris som lärs upp av veteranerna Karin Kinoshita (spelad av före detta Morning Musume-medlemmen Ai Takahashi) och Mika Mochizuki (Reiko Tokita). 2009 blev dramat till teater i uppsättningen Ojigi de Shape Up!.
Den 9 juni 2007 tog Sayumi över Miki Fujimotos roll som en av programledarna för radioprogrammet Young Town Douyoubi. De andra värdarna var Ai Takahashi och komikern Sanma Akashiya.
Den 3 januari 2009 dök Sayumi upp i sin första TV-show någonsin som en självständig idol. Programmet hette Otona Gakuryoku Kentei SP (Adult Knowledge Test Special) och var ett frågesportsprogram. Detta markerade starten på Sayumis kommande karriär inom TV-branschen. Hon fortsatte under hela 2009 och 2010 att dyka upp i olika TV-program, däribland London Hearts där kvinnliga kändisar rankar varandras duglighet inom olika områden. Det är bland annat i shower som London Hearts Sayumi skapat sig den extremt narcissistiska framtoning hon blivit känd för. Sayumi är exempelvis omtalad för sin ständiga "Ichiban Kawaii" ("den sötaste")-image och hon har flera gånger påpekat att hon är med i Morning Musume på grund av sitt utseende, snarare än för sin sångröst. 
2009 återupplivades den gamla Hello! Project-gruppen v-u-den med det nya namnet Zoku v-u-den. De nya medlemmarna blev Sayumi, Risako Sugaya från Berryz Koubou och Li Chun, före detta Morning Musume-medlem.
I februari 2010 blev Sayumi den första medlemmen ur Morning Musume att få en riktig blogg, något hon uttryckte enorm glädje över. Bloggen blev snabbt en av de mest besökta i Japan.
Michishige blev den nya ledaren för Morning Musume och Hello! Project den 18 maj 2012, då den dåvarande ledaren Risa Niigaki avslutade sitt medlemskap. Michishige själv tog examen från Morning Musume och Hello! Project den 26 november 2014 i Yokohama Arena.

## Gruppmedlemskap
- Morning Musume (2003—2014)
- Morning Musume Otome Gumi (2003–2004)
- H!P All Stars (2004)
- EcoMoni (2004—2009)
- Metro Rabbits H.P. (2006—2014)
- Rainbow Pink (2006—2014)
- v-u-den (2009)

## Filmografi
- 2003 DVD Hello! Hello (med Eri Kamei och Reina Tanaka)
- 2003 Hoshisuna no Shima, Watashi no Shima ~Island Dreamin'~
- 2003—2004 M no Mokushiroku
- 2005 Tottoko Hamutaro Hamham Paradichu! Hamutaro to Fushigi no Oni no Ehonto (röst)
- 2005 Cyborg Shibata 3
- 2006 Ribbon no Kishi: The Musical
- 2007 DVD Love Hello! Michishige Sayumi DVD
- 2008 Cinderella the Musical (teater)
- 2009 Ojigi de Shape Up! (teater)
- 2009 DVD 20's time
- 2010 Hanbun ESPer
- 2010 DVD Sayu
- 2010 Fashionable (musikal)
- 2011 Kare wa, Imoto no Koibito
- 2012 Suugaku Joshi Gakuen

## Fotoböcker
- Hello x2 (med Eri Kamei och Reina Tanaka) - 2003-07-20
- Sayumi Michishige Shashinshū - 2004-10-30
- Angels (med Ishikawa Rika) - 2005-11-16
- Doukei - 2007-01-15
- 17: Love Hello! Sayumi Michishige - 2007-06-30
- ~SouSou~ - 2007-12-14
- Love Letter - 2008-09-25
- Hatachi Shichigatsu Jūsannichi - 2009-07-13
- La~ - 2010-04-26
- Morning Musume Kamei Eri - Michishige Sayumi - Tanaka Reina Photobook Kamei Eri Graduation Commemoration HelloHello! Forever (med Kamei Eri och Tanaka Reina) - 2010-11-12
- Sayuminglandoll - 2011-10-27
- Mille-feuille - 2013-01-25
- Blue Rose - 2013-10-27
- YOUR LOVE - 2014-10-26